# 90377 Седна

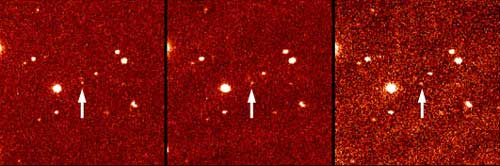
Планетоїд Седна. Художнє зображення NASA. Правильно відображені її велика віддаленість від Сонця та червоний колір поверхні. Вище й праворуч від Седни намальовано її гіпотетичний супутник.

Седна (лат. Sedna; символ: ) — транснептуновий об'єкт, що є найвіддаленішою від Сонця карликовою планетою. Отримала назву на честь ескімоської богині морських тварин Седни.

## Відкриття
Об'єкт, що спочатку отримав позначення 2003 VB12, відкрили 14 листопада 2003 року американські астрономи Майкл Браун, Чедвік Трухільйо і Девід Рабіновіц.
Після обчислення орбіти об'єкт отримав постійний номер 90377.

## Характеристики орбіти

Анімація, яка показує орбіту Седни, виявленої у 2004 році - можливого об'єкта внутрішньої хмари Оорта.

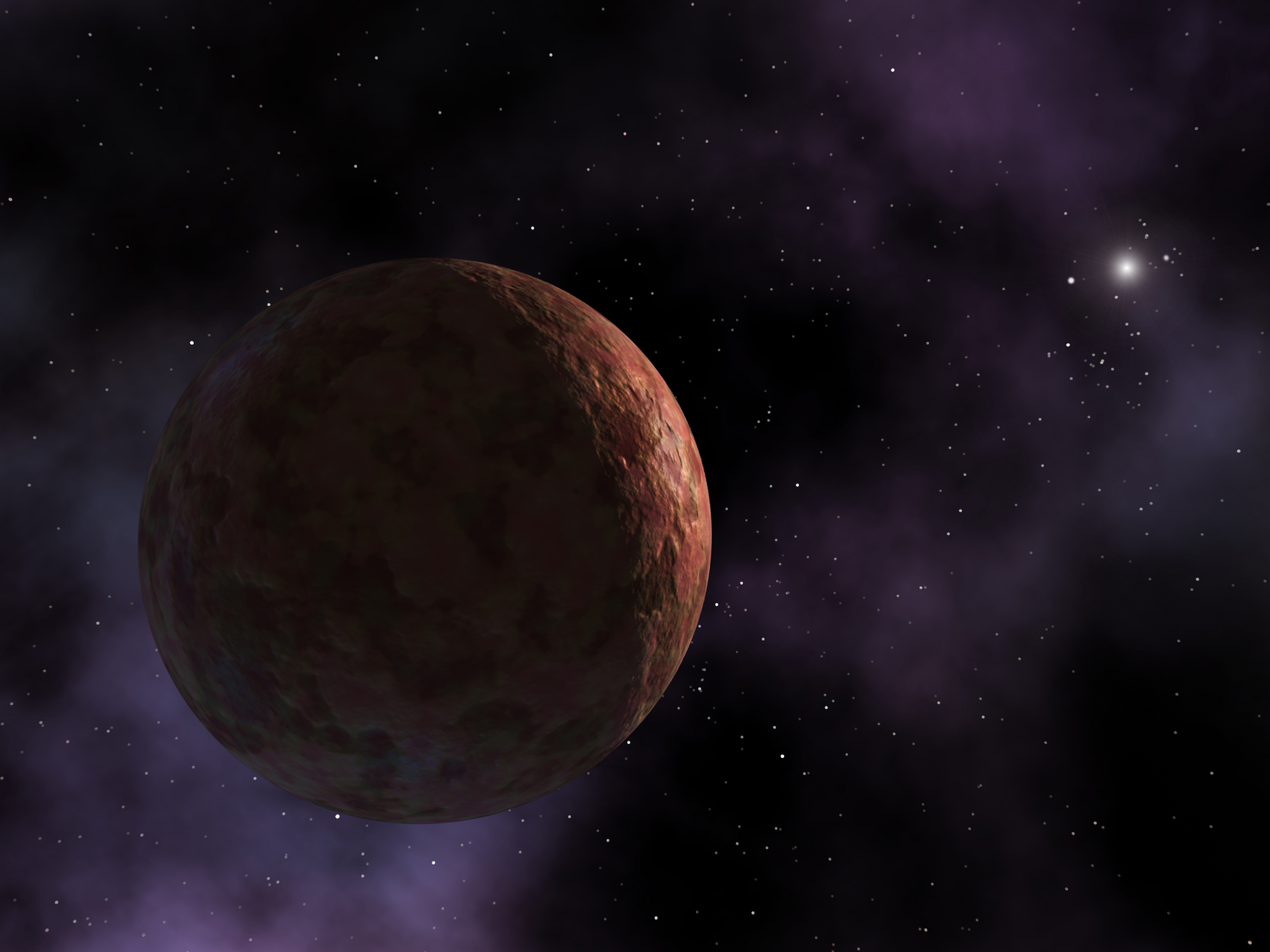
Седна. Художнє зображення NASA. Вище і праворуч — гіпотетичний супутник Седни.

За даними на березень 2004 року, Седна перебувала на відстані 89,5 а. о. від Сонця, тобто вдвічі далі, ніж Плутон. Велика піввісь орбіти Седни (a) становить близько 541 а. о., а сама орбіта дуже витягнута, її ексцентриситет e = 0,86. Відстань від Сонця у перигелії становить 76,1 а. о. (Седна пройде його 2076 року), в афелії — близько 1000 а. о. Оберт навколо Сонця Седна робить за 11400 років. 

## Фізичні характеристики

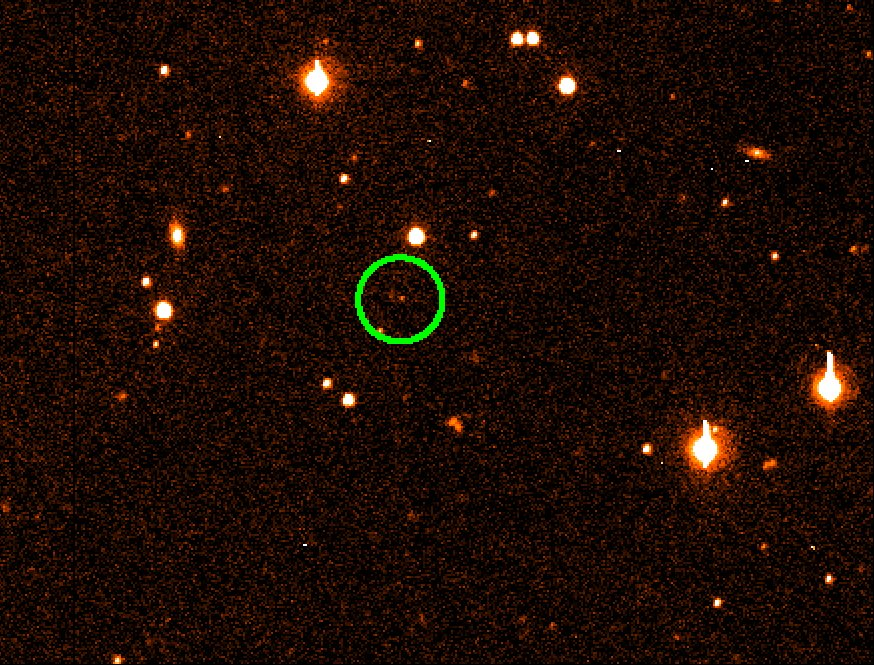
Седна

Спостереження обсерваторії в Чилі вказують, що Седна є одним з найчервоніших об'єктів у Сонячній системі, майже такою ж червоною як і Марс. Її альбедо більше 0,2. 
Діаметр оцінюють у межах від 995 до 1600 км, що становить приблизно три чверті розміру Плутона. Такі розміри не дозволяють однозначно віддати Седні першість за розміром серед об'єктів поясу Койпера. Її найближчим конкурентом за розміром є 90482 Орк (2004 DW). Чи будуть Седна й Орк вважатися карликовими планетами, має вирішити Міжнародний астрономічний союз. 
На художньому зображенні Седни, поданому NASA журналістам (малюнок збоку нижче в статті), зображено гіпотетичний супутник Седни. Однак, у квітні 2004 року було встановлено, що Седна не має супутника.

## Класифікація
Першовідкривачі Седни стверджують, що вона є першим виявленим об'єктом хмари Оорта, оскільки її афелій істотно далі, ніж у відомих об'єктів поясу Койпера.
Інші дослідники включають її до поясу Койпера й вважають, що його зовнішня межа ширша, ніж припускалося. Існує гіпотеза, що орбіта Седни була відхилена проходженням поблизу Сонця іншої зорі.
Відкриття Седни пожвавило дискусію про те, які об'єкти Сонячної системи можна вважати планетами. Відомий фантаст і популяризатор науки Айзек Азімов запропонував термін «мезопланети» для об'єктів менших за Меркурій, але більших за Цереру.

## Дослідження
Седна досягне перигелію приблизно в 2075–2076 роках. Наближення до Сонця дасть вченим можливість для більш докладного її вивчення (наступного наближення доведеться чекати близько 12 000 років). Хоча Седну внесено до списку досліджень сонячної системи НАСА, однак станом на 2010 рік ніяких місій до неї не планувалося.